# Mai 2017
Acest articol este generat integral pe baza informațiilor din articolul 2017 și este actualizat periodic de un robot.
 Editările făcute în articol vor fi șterse la următoarea actualizare! Dacă doriți să faceți modificări, editați articolul-sursă.

ianuarie -
februarie -
martie -
aprilie -
mai -
iunie -
iulie -
august -
septembrie -
octombrie -
noiembrie -
decembrie
Mai 2017 a fost a cincea lună a anului și a început într-o zi de luni.

## Evenimente

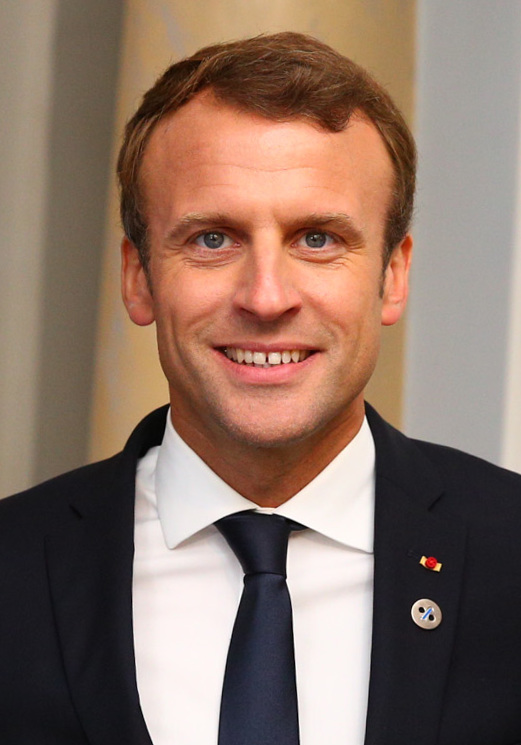
7 mai: Emmanuel Macron câștigă alegerile prezidențiale din Franța obținând 66,1% din voturi.

- 3 mai: Președintele Autorității turce pentru tehnologiile comunicațiilor și informării a anunțat că accesul la Wikipedia rămâne blocat în Turcia până când deciziile judecătorești care cer retragerea articolelor considerate false de către Ankara nu vor fi aplicate.
- 4 mai: Prințul Principatului Monaco, Albert al II-lea, întreprinde o vizită oficială de două zile în Republica Moldova.
- 4 mai: Prințul Philip, care peste o lună va împlini 96 de ani, a anunțat că se retrage din viața publică din august 2017.
- 7 mai: Emmanuel Macron s-a instalat la palatul Elysee, devenind al 25-lea președinte al Franței, obținând 66,1% din voturi, în defavoarea lui Marine Le Pen, cu numai 33,9% din sufragii. Macron îl succede pe François Hollande.
- 9 mai: Alegeri prezidențiale în Coreea de Sud. Liberalul Moon Jae-In a câștigat alegerile prezidențiale desfășurate marți în Coreea de Sud. Pe locul doi s-a situat conservatorul Hong Joon-Pyo.
- 12 mai: Cel mai mare atac cibernetic înregistrat până acum - răspândirea ransomware-lui WannaCry care a afectat 230.000 de calculatoare din întreaga lume cu sisteme de operare mai vechi ale Microsoft Windows și care sunt protejate insuficient împotriva atacurilor. Autorii cereau o răscumpărare în cripromoneda bitcoin.
- 13 mai: Finala Concursului Eurovision din Ucraina. Câștigătorul a fost desemnat portughezul Salvador Sobral cu melodia „Amar Pelos Dois”. România, reprezentată de Ilinca Băcilă și Alex Florea, cu melodia „Yodel It!”, s-a clasat pe locul 7.
- 14 mai: Un raport al "Centrului Național de Supraveghere și Control al Bolilor Transmisibile" arată că numărul total de cazuri confirmate cu rujeolă în România până la data de 12 mai este de 5.728 persoane și au fost înregistrate 25 de decese.[1]
- 15 mai: Sculptura în bronz Muza adormită a lui Constantin Brâncuși s-a vândut la New York, la Casa de licitații Christie's, cu suma de 57,3 milioane dolari, un nou record pentru operele lui Brâncuși. Precedentul record, de 37,2 milioane dolari, datează din februarie 2009, pentru o statuetă din lemn de stejar intitulată Madame L.R. (Portrait de madame L.R.).
- 17-28 mai: Cea de-a 70-a ediție a Festivalului anual de film de la Cannes, Franța.
- 19 mai: Hassan Rouhani, președintele în exercițiu al Iranului, a fost reales în funcție cu 57% din voturile exprimate. Principalul său contracandidat, Ebrahim Raisi, a obținut 38,3% din voturi.
- 22 mai: În Anglia, la sfârșitul unui concert pop al cântăreței americane Ariana Grande la Manchester Arena, a avut loc un atentat sinucigaș care a ucis 22 de oameni și a rănit alți 59 de oameni.[2][3] După o evaluare mai atentă ar fi 119 răniți. Atacatorul sinucigaș este un britanic de origine libiană, Salman Abedi, în vârstă de 22 ani, având legături cu IS.
- 25 mai: Ofițeri și procurorii anticorupție din Republica Moldova au descins la sediul primăriei municipiului Chișinău, informează Radio Chișinău și Deschide.md. În cadrul unei anchete legate de parcările cu plată din capitala Republicii Moldova au fost reținute 10 persoane, printre care primarul Dorin Chirtoacă. Primarul Chirtoacă a fost plasat în cursul zilei de 26 mai în arest la domiciliu pentru 30 de zile.

## Decese
- 1 mai: Yisrael Friedman, 93 ani, rabin român și profesor la Universitatea din Tel Aviv, respectiv la Universitatea Ben-Gurion (n. 1923)
- 1 mai: Karel Schoeman, 77 ani, scriitor sud-african (n. 1939)
- 2 mai: Abelardo Castillo, 82 ani, scriitor argentinian (n. 1935)
- 2 mai: Mihai Coman, 62 ani, muzician român (Holograf), (n. 1955)
- 2 mai: A. R. Penck (n. Ralf Winkler), 77 ani, artist plastic și baterist german (n. 1939)
- 3 mai: Daliah Lavi, 74 ani,  actriță, manechin și cântăreață israeliană (n. 1942)
- 7 mai: Dan Mănucă, 78 ani, critic și istoric literar român (n. 1938)
- 8 mai: Cécile DeWitt-Morette, 94 ani, matematiciană și fiziciană franceză (n. 1922)
- 9 mai: Florica Duma, 70 ani, interpretă română de muzică populară (n. 1946)
- 9 mai: Robert Miles, 47 ani, compozitor, producător, muzician și DJ italian de muzică electronică și rock alternativ (n. 1969)
- 11 mai: Georgeta Țălnar, 56 ani, pictoriță română (n. 1960)
- 12 mai:  Rodica Dima, 74 ani, interpretă română de muzică populară (n. 1942)
- 12 mai: Mauno Koivisto (n. Mauno Henrik Koivisto), 93 ani, politician finlandez, președinte al Finlandei (1982–1994), (n. 1923)
- 14 mai: Powers Boothe, 68 ani,  actor american (n. 1948)
- 14 mai: Tatiana Iekel, 84 ani, actriță română (n. 1932)
- 17 mai: Viktor Gorbatko, 82 ani, cosmonaut rus (Soiuz 7, 24 și 37), (n. 1934)
- 18 mai: Roger Ailes, 77 ani, director de televiziune american (n. 1940)
- 20 mai: Harry Coradini, 73 ani, muzician german originar din România (n. 1944)
- 20 mai: Dan Găureanu, 49 ani, sportiv român (scrimă, sabie), (n. 1967)
- 21 mai: Adrian Bîrzu, 48 ani, chimist român (n. 1968)
- 22 mai: Arkadi Gendler, 95 ani, evreu basarabean, compozitor, folclorist și profesor de limba idiș (n. 1921)
- 23 mai: Roger Moore (n. Roger George Moore), 89 ani, actor britanic (Sfântul, James Bond), (n. 1927)
- 23 mai: Viorel Morariu, 85 ani, sportiv român (rugby), antrenor și președinte al FR Rugby (n. 1931)
- 24 mai: Denis Johnson, 67 ani, scriitor american (n. 1949)
- 25 mai: Ion Străchinaru, 95 ani, psihopedagog român (n. 1922)
- 26 mai: Zbigniew Brzeziński, 89 ani, om de științe politice, american (n. 1928)
- 30 mai: Manuel Noriega, 83 ani, politician și militar panamez, dictator (n. 1934)
- 30 mai: Ioan Străchinaru, 95 ani, deputat român (1992-1996), (n. 1922)
- 30 mai: John Mark Taylor, 75 ani, om politic britanic, membru al Parlamentului European (1979-1984), (n. 1941)
- 31 mai: Tom Isaacs, 49 ani, strângere de fonduri de caritate britanică și președintele The Cure Parkinson's Trust, pe care l-a co-fondat (n. 1968)
- 31 mai: Nicolae Săftoiu, 82 ani, grafician român (n. 1935)